# Star Wars: The Force Awakens
Star Wars: The Force Awakens, även känd som Star Wars: Episod VII – The Force Awakens, är en amerikansk fantasyfilm som hade biopremiär i USA den 18 december 2015 och utgör den sjunde delen i filmsagan Star Wars. Filmen regisserades av J.J. Abrams utifrån ett manus skrivet av honom och Lawrence Kasdan, som även skrev manus för både Rymdimperiet slår tillbaka och Jedins återkomst. Musiken var återigen av John Williams, medan George Lucas fungerade  som "kreativ konsult" för filmen. Den utgör den första delen i uppföljartrilogin, som kronologiskt sett utspelar sig 30 år efter Jedins återkomst. Den är även den första Star Wars-filmen som produceras av Walt Disney Pictures, efter försäljningen av Lucasfilm till Walt Disney Company.
I filmen medverkar skådespelarna Daisy Ridley, John Boyega, Adam Driver, Oscar Isaac, Lupita Nyong'o, Andy Serkis, Domhnall Gleeson och Max von Sydow, tillsammans med veteranerna Harrison Ford, Carrie Fisher, Mark Hamill, Anthony Daniels och Peter Mayhew som återkommer till sina tidigare roller. Inspelningarna inleddes i april 2014, och förlyttades till Pinewood Studios i England. Inspelningen avslutades i november 2014.

## Handling
Handlingen utspelar sig ungefär 30 år efter Jedins återkomst och Darth Vaders och Darth Sidious död. Den fokuserar på en trio unga huvudrollsinnehavare, samt ett flertal kända ansikten från tidigare filmer. Episod VII–IX kommer inte att använda sig av de historier eller rollfigurer som kommer från Expanded Universe, dock kan element från detta material inkluderas, som i fallet med TV-serien Star Wars Rebels.

## Rollista
- Daisy Ridley – Rey[16][22]
- John Boyega – FN-2187 (Finn)[16][22]
- Harrison Ford – Han Solo[16]
- Carrie Fisher – Leia Organa[16]
- Adam Driver – Kylo Ren[16]
- Oscar Isaac – Poe Dameron[16][22]
- Lupita Nyong'o – Maz Kanata[23]
- Domhnall Gleeson – General Hux[16]
- Andy Serkis – Supreme Leader Snoke[16]
- Max von Sydow – Lor San Tekka[16]
- Mark Hamill – Luke Skywalker[16]
- Anthony Daniels – C-3PO[16]
- Peter Mayhew/Joonas Suotamo – Chewbacca[16]
- Gwendoline Christie – Captain Phasma[23]
- Simon Pegg – Unkar Plutt
- Kiran Shah – Teedo
- Iko Uwais – Razoo Quin-Fee
- Yayan Ruhian – Tasu Leech
- Brian Vernel – Bala-Tik
- Cecep Arif Rahman – Crokind Shand
- Ken Leung – Amiral Statura
- Greg Grunberg – Temmin "Snap" Wexley
- Billie Lourd – Löjtnant Connix
- Timothy M. Rose – Amiral Ackbar
- Warwick Davis – Wollivan
- Maisie Richardson-Sellers – Korr Sella
- Jessica Henwick – Jess Testor
- Anna Brewster – Bazine Netal
- Bill Hader/Ben Schwartz – BB-8 (röst)
- Pip Andersen – Stormtrooper-ledare
- Mike Quinn – Nien Nunb
- Miltos Yerolemou – Bar Patron
- Crystal Clarke – 	Goode
- Thomas Brodie-Sangster – Thanisson
- Emun Elliott appears – Brance
- Harriet Walter – Kalonia
- Paul Kasey – C'ai Threnalli
- Gerald W. Abrams – Kapten Cypress
- Freema Agyeman – Invånare av Hosnian Prime
- Kenny Baker – R2-D2[16]
- Daniel Craig – Stormtrooper som vaktar Rey
- Ewan McGregor/Alec Guinness (arkiv) – Obi-Wan Kenobis röst
- Frank Oz (arkiv) – Yodas röst

## Rymdskepp och farkoster i filmen
- Rey Speeder
- T-70 X-wing fighter
- YT-1300 corelliansk fraktare
- First Order Special Force TIE Fighter
- Resurgent-class star destroyer
- Upsilon-class command shuttle

## Produktion

### Bakgrund och manus
Lucas hade skrivit utkast till Episod VII (samt för VIII och IX) som han lämnade över till Disneys styrelseordförande Bob Iger i samband med försäljningen av Lucasfilm till Disney. Under de 35 åren dessförinnan hade Lucas gett ledtrådar till materialet som relaterade till uppföljartrilogin, däribland följande (ibland motsägande) möjligheter som var relevanta för Episod VII:
- R2-D2 och C-3PO skulle vara de enda rollfigurerna som var tänkta att medverka i alla filmerna (Lucas år 1980, 1981 och 1983).[25]
- Trilogin skulle handla om återuppbyggnaden av Republiken (Lucas år 1980).[26]
- "It's like a saga, the story of a group of people, a family" (Lucas år 1980).[25]
- Luke skulle ha en romantisk relation med en kvinnlig förälskelse (Lucas år 1988).[27]
- Huvudtemat för trilogin skulle vara moraliska och filosofiska problem, såsom nödvändigheten av moraliska val och visdom som krävs för att kunna skilja mellan rätt och fel, rättvisa, konfrontation, samt förmedla vidare det du har lärt dig (Lucas år 1983 och 1989).[28]
- Nyckelskådespelarna Mark Hamill som Luke Skywalker, Harrison Ford som Han Solo, samt Carrie Fisher som prinsessan Leia skulle medverka och vara i 60- eller 70-årsåldern (Lucas år 1983).[28]

I en intervju från 2012, som skedde efter tillkännagivandet av den nya trilogin, sa Lucas levnadstecknare Dale Pollock att han på 1980-talet hade läst utkasten till de Star Wars-episoder som Lucas planerade, men att han var tvungen att underteckna ett sekretessavtal. Pollock beskrev dem som följande:
- "The three most exciting stories were seven, eight and nine. They had propulsive action, really interesting new worlds, new characters. I remember thinking, 'I want to see these three movies.'"
- Nästa film i serien kommer att involvera Luke Skywalker som är i 30- till 40-årsåldern.
- Att det inte rådde några tvivel om att Disney skulle använda Lucas utkast som grund för uppföljartrilogin. "That's in part what Disney bought."[29]

Författaren Timothy Zahn, vars Star Wars-bokserie Thrawn-trilogin som utspelar sig i Star Wars Expanded Universe, intervjuades även han år 2012. Zahn bekräftade att denna trilogi inte skulle baseras på Thrawn-böckerna, men sa att han flera år tidigare hade blivit informerad om Lucas planer för uppföljarna (Zahn hade diskussioner med Lucas innan den första av Thrawn-böckerna publicerades år 1991). Han beskrev detta följande: "The original idea as I understood it—and Lucas changes his mind off and on, so it may not be what he’s thinking right now—but it was going to be three generations. You’d have the original trilogy, then go back to Luke's father and find out what happened to him, and if there was another seventh, eighth or ninth film, it would be Luke's children." I april 2014 blev det än en gång bekräftat att uppföljartrilogin inte skulle baseras på något material från Expanded Universe.

### Förproduktion
I augusti 2011 hade George Lucas lunch med Mark Hamill och Carrie Fisher som spelade Luke Skywalker respektive prinsessan Leia i originaltrilogin, och avslöjade då att ytterligare tre episoder i Star Wars-sagan skulle produceras och det skulle göras under ledning av Lucasfilms nyutnämnda direktör Kathleen Kennedy. Filmen aviserades senare i samband med att Walt Disney Company köpte Lucasfilm. Disney uppgav att filmen beräknades ha premiär 2015.
I rollen som konsult för filmen deltar George Lucas i möten som behandlar historiearbetet. Han sa följande till Bloomberg Businessweek: "I mostly say, 'You can't do this. You can do that,'". "You know, 'The cars don't have wheels. They fly with antigravity.' There’s a million little pieces. Or I can say, 'He doesn’t have the power to do that, or he has to do this.' I know all that stuff." I januari 2013 bekräftades det att J.J. Abrams, känd för TV-serien Lost samt filmerna Star Trek (2009) och Star Trek Into Darkness (2013) utsetts till filmens regissör.
I maj 2013 bekräftades det att produktionen av Episod VII skulle förläggas till Storbritannien. Representanter från Lucasfilm träffade Storbritanniens finansminister George Osborne för att få honom att gå med på att producera Episod VII i England. Med början i september 2013, konverterades produktionsytor vid Bad Robots lokaler till inspelningsstudior för Episod VII, i syfte för att spela in delar av filmen i USA.
I februari 2013 uppgav Bob Iger att både Simon Kinberg och Lawrence Kasdan arbetar tillsammans med J. J. som konsulter på Star Wars VII. Kostymören Michael Kaplan, som tidigare jobbat med Abrams på dennes Star Trek-filmer, kommer att designa kläderna till Episod VII. Filmklipparna Maryann Brandon och Mary Jo Markey, även de samarbetspartners med Abrams, har också anslutit sig till filmen. Efter ett antal avvisande kommentarer kring sin återkomst, blev det klart att John Williams ska skriva musiken till Episod VII.
I augusti 2013, blev det klart att filmens fotograf Daniel Mindel kommer att spela in filmen med 35 mm film (specifikt Kodak 5219), samt att filmen skulle förlita sig på riktiga inspelningsplatser och modeller framför datorgenererade effekter, i syfte att få filmen estetiskt att likna originaltrilogin.
I oktober 2013 bekräftades det att både Abrams och Kasdan skulle skriva om Arndts manus, samt tillkännagav flera medlemmar av produktionsteamet, däribland: ljuddesignern Ben Burtt, filmfotografen Daniel Mindel, scenograferna Rick Carter och Darren Gilford, kostymören Michael Kaplan, specialeffektschefen Chris Corbould, ljudmixaren Gary Rydstrom, ljudredigeraren Matthew Wood, chefen för visuella effekter Roger Guyett, samt de exekutiva producenterna Tommy Harper och Jason McGatlin.
I januari 2014 bekräftade Abrams att manuset var färdigt.

### Rollbesättning
Rollbesättningen började omkring augusti 2013, med att Abrams hade möten med potentiella skådespelare vilka bland annat inkluderade träffar och hälsningar, manusläsning samt provfilmning. Provfilmningarna fortsatte fram till åtminstone tre veckor före det officiella tillkännagivandet den 29 april 2014. Det slutliga beslutet kring rollbesättningen gjordes bara några veckor innan tillkännagivandet. Skådespelarna som provfilmade hade skrivit under strikta sekretessavtal, som förbjöd dem eller deras agenter samt publicister, från att kommentera deras potentiella inblandning i filmen.
Trots att Lucas så tidigt som i mars 2013, hade antytt att de tidigare skådespelarna Fisher, Ford och Hamill skulle återvända till den nya filmen, hade deras medverkan inte bekräftats. Rollbesättningen för de potentiella nya rollerna var i fokus för flera spekulationer sedan filmen tillkännagavs. I mars 2014, sade Dominic Monaghan under en intervju att Abrams letade efter tre okända skådespelare för att spela huvudrollerna i Episod VII och att ryktena om större namn inte stämde.
Saoirse Ronan, Michael B. Jordan och Lupita Nyong'o provspelade samtliga för roller i filmen. Branschtidningar rapporterade också att Jesse Plemons var tilltänkt för att eventuellt spela Lukes son Ben Skywalker. Adam Driver rapporterades vara i ropet för en skurkroll och Maisie Richardson-Sellers för en okänd roll.
Daisy Ridley fick en roll i filmen redan i februari 2014 och hade vid slutet av samma månad, hade ett avtal slutits med Driver, som kunde fungera ihop med hans schema på TV-serien Girls. I mars 2014 började samtalen med Andy Serkis och Oscar Isaac, vilka fortsatte under april. I april inleddes mer seriösa samtal med John Boyega efter att han hoppat av en biografisk film om Jesse Owens.
Den 29 april 2014 blev den officiella rollistan bekräftad, vilken inkluderade Fisher, Ford, Hamill, Anthony Daniels, Peter Mayhew, Kenny Baker, Driver, Boyega, Ridley, Isaac, Serkis, Domhnall Gleeson och Max von Sydow. Tillkännagivandet var från början planerad att offentliggöras den 4 maj (Star Wars-dagen), men till följd av rädsla för medialäckor, beslutade studion att tillkännage listan några dagar tidigare i samband med när skådespelarna samlades i London för deras första manusläsning. Officiella detaljer om de nya rollerna fanns inte med när rollistan bekräftades, dock hade tidningen Variety rapporterat att Driver kunde spela en Darth Vader-lik skurkroll, medan Isaacs roll kunde likna Han Solos, Boyega spelar en jedi, samt att Ridley kanske kommer att spela Han och Leias dotter. Den 2 juni 2014 blev det klart att Lupita Nyong'o och Gwendoline Christie fått roller i filmen.
För att förbereda sig för rollen, tilldelades Hamill en personlig tränare och en nutritionist på begäran av producenterna, som ville att han skulle likna en äldre version av Luke. Även Fisher tilldelades en personlig tränare och en nutritionist för att förbereda sig för rollen. Den 6 maj 2014 rapporterade Ain't It Cool News att filmen arbetstitel är Star Wars: Episode VII - The Ancient Fear.
Den 14 september 2014 rapporterades det att brittiska skådespelaren Daniel Craig spelade in en hemlig cameoroll. Den 16 oktober meddelades det att Warwick Davis fått en roll i filmen. Under januari 2015 sades det att Iko Uwais, Yayan Ruhian och Cecep Arif Rahman (kända från The Raid: Uppgörelsen och The Raid 2: Berandal) skulle medverka i ospecificerade roller.

### Inspelning
I februari 2014 hade Abrams och studion satt ihop ett sexmånaders inspelningsschema som började maj 2014. Det officiella tillkännagivandet kom den 18 mars, då Disney och Lucasfilm tillkännagav att filminspelningen skulle börja vid Pinewood Studios i England. Den 22 mars rapporterade en isländsk hemsida att inspelningar knutna till förproduktionen skulle äga rum på Island före starten av den officiella inspelningen i maj, bestående av landskapsbilder som sedan kommer att användas för landskap i filmen. Den 1 april rapporterades det att det officiella startdatumet för inspelningarna skulle vara den 14 maj 2014 med två veckors vistelse i Marocko samt möjligtvis Tunisien, båda har tidigare fått föreställa planeten Tatooine. Den 2 april bekräftade Walt Disney Studios ordförande Alan Horn att inspelningarna redan hade börjat. I hemlighet hade delar av produktionen varit ute och filmat ökenscener som avslutades tidigare i april i U.A.E. emiratet Abu Dhabi. Den 20 april avslöjades det att utöver det att filmen skulle använda 35mm film, skulle segment av filmen spelas in med det 65mm IMAX-formatet. Inspelningen avslutades i november 2014.

## Premiär
I november 2013 fick filmen premiärdatumet 18 december 2015, vilket gör den till den första filmen i den officiella Star Wars-serien som inte har premiär i maj.
Filmen Star Wars: The Clone Wars hade dock premiär i augusti 2008. I mars 2014 bekräftade Disney att Episod VII kommer att visas i formatet IMAX.
Filmen hade Sverigepremiär den 16 december 2015.
Filmen slog flera kassarekord. Bland annat är det den film som dragit in mest pengar någonsin i USA.